# Шейх Мухаммад Авол
Шейх Мухаммад Авол Хамза (амх. መሀመድ አወል; араб. الشيخ محمد حمزة‎; род. 1934) — эфиопский религиозный деятель.

## Биография
Мухаммад Авол Хамза родился в 1934 году в городе Комбольча. Его отец Хаджи Хамза Маеруф был местным мусульманским учёным. Вместе с отцом, ещё в раннем возрасте Мухаммад начал изучение Корана. В течение семи лет учил Фикх в мусульманском учебном центре Годжем. Мухаммад мечтал стать мензумой в Аддис-Абебе. Он переехал в столицу и работал в мечети Анвар в качестве писца, переписывая исламскую литературу. Мензума мечети Анвар оценил талант Мухаммада и разрешил ему работать в мечети мензумой. Вскоре Эфиопское радио начало транслировать его песни в своём эфире. Кроме того шейх Мухаммад начал свою карьеру в качестве религиозного учителя в Йеменской общинной школе.
После того, как 12 сентября 1974 года в Эфиопии произошёл государственный переворот и к власти пришёл Временный военно-административный совет, шейху Мухаммаду было приказано использовать своё умение мензумы для пропаганды идеалов социалистической революции. Из-за этого он вынужден был бежать в Саудовскую Аравию. Он поступил в Университет аль-Азхар в Каире и обучался там арабскому языку в течение семи лет. В 1999 году шейх Мухаммад вернулся в Эфиопию, где продолжил активно проповедовать ислам. Считается лучшим мензумой в Эфиопии.